# Tim Mastnak
Tim Mastnak (ur. 31 stycznia 1991 w Celje) – słoweński snowboardzista, srebrny medalista igrzysk olimpijskich i mistrzostw świata oraz złoty medalista mistrzostw świata juniorów.
Po raz pierwszy na arenie międzynarodowej pojawił się 11 marca 2007 roku w Gerlitzen, gdzie w zawodach FIS Race zajął 40. miejsce w slalomie równoległym (PSL). W 2011 roku wystąpił na mistrzostwach świata juniorów w Valmalenco, zdobywając złoty medal w gigancie równoległym (PGS) i zajmując czwarte miejsce w slalomie równoległym.
W zawodach Pucharu Świata zadebiutował 19 marca 2011 roku w Valmalenco, zajmując 39. miejsce w PGS. Na podium zawodów tego cyklu po raz pierwszy stanął 3 marca 2018 roku w Kayseri, kończąc rywalizację w tej samej konkurencji na trzeciej pozycji. W zawodach tych wyprzedzili go jedynie Niemiec Stefan Baumeister i Włoch Edwin Coratti. Najlepsze wyniki osiągnął w sezonie 2018/2019, kiedy to zajął drugie miejsce w klasyfikacji PAR oraz zdobył małą kryształową kulę za wygranie w klasyfikacji giganta równoległego.
W 2018 roku wystąpił na igrzyskach olimpijskich w Pjongczangu, zajmując 16. miejsce w PGS. Zajął też między innymi 28. miejsce w PSL podczas mistrzostw świata w Kreisbergu w 2015 roku. W 2019 roku na mistrzostwach świata w Park City wywalczył srebrny medal w PGS, ulegając jedynie Rosjaninowi Dmitrijowi Łoginowowi.

## Osiągnięcia

### Igrzyska olimpijskie
| Miejsce | Dzień     | Rok  | Miejscowość | Konkurencja       | Zwycięzca       |
| ------- | --------- | ---- | ----------- | ----------------- | --------------- |
| 16.     | 24 lutego | 2018 | Pjongczang  | Gigant równoległy | Nevin Galmarini |
| 2.      | 24 lutego | 2022 | Pekin       | Gigant równoległy | Benjamin Karl   |

### Mistrzostwa świata
| Miejsce | Dzień       | Rok  | Miejscowość   | Konkurencja       | Zwycięzca          |
| ------- | ----------- | ---- | ------------- | ----------------- | ------------------ |
| 28.     | 22 stycznia | 2015 | Kreischberg   | Slalom równoległy | Roland Fischnaller |
| 30.     | 23 stycznia | 2015 | Kreischberg   | Gigant równoległy | Andriej Sobolew    |
| 32.     | 15 marca    | 2017 | Sierra Nevada | Slalom równoległy | Andreas Prommegger |
| 39.     | 16 marca    | 2017 | Sierra Nevada | Gigant równoległy | Andreas Prommegger |
| 2.      | 4 lutego    | 2019 | Park City     | Gigant równoległy | Dmitrij Łoginow    |
| 28.     | 5 lutego    | 2019 | Park City     | Slalom równoległy | Dmitrij Łoginow    |
| 13.     | 1 marca     | 2021 | Rogla         | Gigant równoległy | Dmitrij Łoginow    |
| 17.     | 2 marca     | 2021 | Rogla         | Slalom równoległy | Benjamin Karl      |

### Puchar Świata

#### Miejsca w klasyfikacji generalnej PAR
- sezon 2010/2011: 69.
- sezon 2011/2012: 38.
- sezon 2012/2013: 38.
- sezon 2013/2014: 26.
- sezon 2014/2015: 33.
- sezon 2015/2016: 21.
- sezon 2016/2017: 25.
- sezon 2017/2018: 11.
- sezon 2018/2019: 2.
- sezon 2019/2020: 16.
- sezon 2020/2021: 19.

#### Miejsca na podium w zawodach
1. Kayseri – 3 marca 2018 (gigant równoległy) – 3. miejsce
2. Scuol – 10 marca 2018 (gigant równoległy) – 1. miejsce
3. Carezza – 13 grudnia 2018 (gigant równoległy) – 1. miejsce
4. Secret Garden – 23 lutego 2019 (gigant równoległy)  – 1. miejsce
5. Scuol – 9 stycznia 2021 (gigant równoległy) – 3. miejsce